# Interlands Roemeens voetbalelftal 1922-1929
Deze pagina toont een chronologisch en gedetailleerd overzicht van de interlands die het Roemeens voetbalelftal heeft gespeeld in de periode 1922 – 1929.

## Interlands

### 1922
|                                                                                          |                    |       |                                          |                                                                              |
| 8 juni Vriendschapplijk Koning Alexander Cup № 1 «onderlinge duels» 18:00 uur (UTC+1:44) | Joegoslavië        | 1 – 2 | Roemenië                                 | Avala, Belgrado Toeschouwers: 5.000 Scheidsrechter: Heinrich Retschury (AUT) |
| 8 juni Vriendschapplijk Koning Alexander Cup № 1 «onderlinge duels» 18:00 uur (UTC+1:44) | Jaroslav Šifer 35' |       | 41' (pen.) Francisc Ronay 61' Aurel Guga | Avala, Belgrado Toeschouwers: 5.000 Scheidsrechter: Heinrich Retschury (AUT) |

|                                                                           |                        |       |                     |                                                                                       |
| 3 september Vriendschappelijk № 2 «onderlinge duels» 18:00 uur (UTC+1:44) | Roemenië               | 1 – 1 | Polen               | Stadionul Maccabi, Tsjernivtsi Toeschouwers: 6.000 Scheidsrechter: Hans Schmidt (AUT) |
| 3 september Vriendschappelijk № 2 «onderlinge duels» 18:00 uur (UTC+1:44) | Alexandru Kozovitz 63' |       | 20' Leopold Duźniak | Stadionul Maccabi, Tsjernivtsi Toeschouwers: 6.000 Scheidsrechter: Hans Schmidt (AUT) |

### 1923
|                                                                       |                    |       |                         |                                                                                             |
| 10 juni Vriendschappelijk № 3 «onderlinge duels» 18:00 uur (UTC+1:44) | Roemenië           | 1 – 2 | Joegoslavië             | Stadionul F.S.S.R., Boekarest Toeschouwers: 10.000 Scheidsrechter: Heinrich Retschury (AUT) |
| 10 juni Vriendschappelijk № 3 «onderlinge duels» 18:00 uur (UTC+1:44) | Francisc Ronay 47' |       | 23', 39' Vladimir Vinek | Stadionul F.S.S.R., Boekarest Toeschouwers: 10.000 Scheidsrechter: Heinrich Retschury (AUT) |

|                                                                      |          |                                                                    |                   |                                                                                       |
| 1 juli Vriendschappelijk № 4 «onderlinge duels» 18:00 uur (UTC+1:44) | Roemenië | 0 – 6                                                              | Tsjecho-Slowakije | Stadionul Oraşului, Cluj-Napoca Toeschouwers: 8.000 Scheidsrechter: Max Seemann (AUT) |
| 1 juli Vriendschappelijk № 4 «onderlinge duels» 18:00 uur (UTC+1:44) |          | 16', 29' Jaroslav Vlček 50', 66' Rudolf Sloup 69', 82' Josef Čapek |                   | Stadionul Oraşului, Cluj-Napoca Toeschouwers: 8.000 Scheidsrechter: Max Seemann (AUT) |

|                                                                        |                   |       |                | |
| 2 september Vriendschappelijk № 5 «onderlinge duels» 16:00 uur (UTC+1) | Polen             | 1 – 1 | Roemenië       | Stadion im. Marszałka Józefa Piłsudskiego, Lviv Toeschouwers: 10.000 Scheidsrechter: Carl Koppehel (GER) |
| 2 september Vriendschappelijk № 5 «onderlinge duels» 16:00 uur (UTC+1) | Wacław Kuchar 16' |       | 38' Aurel Guga | Stadion im. Marszałka Józefa Piłsudskiego, Lviv Toeschouwers: 10.000 Scheidsrechter: Carl Koppehel (GER) |

|                                                     |                           |       |                       |                                                                                |
| 26 oktober Vriendschappelijk № 6 «onderlinge duels» | Turkije                   | 2 – 2 | Roemenië              | Taksimstadion, Istanbul Toeschouwers: 7.500 Scheidsrechter: Anton Krátký (TCH) |
| 26 oktober Vriendschappelijk № 6 «onderlinge duels» | Zeki Rıza Sporel 32', 50' |       | 20', 53' Isidor Gansl | Taksimstadion, Istanbul Toeschouwers: 7.500 Scheidsrechter: Anton Krátký (TCH) |

### 1924
|                                                                   |                                               |       |                   |                                                                               |
| 20 mei Vriendschappelijk № 7 «onderlinge duels» 17:30 uur (UTC+1) | Oostenrijk                                    | 4 – 1 | Roemenië          | Simmeringer Had, Wenen Toeschouwers: 7.000 Scheidsrechter: Peco Bauwens (GER) |
| 20 mei Vriendschappelijk № 7 «onderlinge duels» 17:30 uur (UTC+1) | Karl Kanhäuser 2', 52', 85' Moses Häusler 77' |       | 73' Albert Ströck | Simmeringer Had, Wenen Toeschouwers: 7.000 Scheidsrechter: Peco Bauwens (GER) |

| Olympische Spelen 1924 |
| ---------------------- |

|                                                                                  |                                                                           |       |          |                                                                                            |
| 27 mei Olympische Spelen Achtste finale № 8 «onderlinge duels» 16:00 uur (UTC+1) | Nederland                                                                 | 6 – 0 | Roemenië | Stade Olympique de Colombes, Parijs Toeschouwers: 1.840 Scheidsrechter: Félix Herren (SUI) |
| 27 mei Olympische Spelen Achtste finale № 8 «onderlinge duels» 16:00 uur (UTC+1) | Albert Snouck Hurgronje 8' Kees Pijl 28', 52', 60', 67' Jan de Natris 80' |       |          | Stade Olympique de Colombes, Parijs Toeschouwers: 1.840 Scheidsrechter: Félix Herren (SUI) |

|  |  |  |  |  |  |  |  |  |

|                                                                        |                                                                                |       |                     |                                                                              |
| 31 augustus Vriendschappelijk № 9 «onderlinge duels» 17:00 uur (UTC+1) | Tsjecho-Slowakije                                                              | 4 – 1 | Roemenië            | Stadion Slavii, Praag Toeschouwers: 18.000 Scheidsrechter: Max Seemann (AUT) |
| 31 augustus Vriendschappelijk № 9 «onderlinge duels» 17:00 uur (UTC+1) | Jan Dvořáček 33' František Kolenatý 35' Karel Žďárský 58' František Ryšavý 79' |       | 85' Augustin Semler | Stadion Slavii, Praag Toeschouwers: 18.000 Scheidsrechter: Max Seemann (AUT) |

### 1925
|                                                                      |                    |       |                                         |                                                                                      |
| 1 mei Vriendschappelijk № 10 «onderlinge duels» 17:00 uur (UTC+1:44) | Roemenië           | 1 – 2 | Turkije                                 | Romcomit Stadion, Boekarest Toeschouwers: 15.000 Scheidsrechter: Albert Rolton (ROU) |
| 1 mei Vriendschappelijk № 10 «onderlinge duels» 17:00 uur (UTC+1:44) | Iosif Braucler 66' |       | 62' Zeki Rıza Sporel 87' Mehmet Leblebi | Romcomit Stadion, Boekarest Toeschouwers: 15.000 Scheidsrechter: Albert Rolton (ROU) |

|                                                  |                                        |       |                                               |                                                                               |
| 31 mei Vriendschappelijk № 11 «onderlinge duels» | Bulgarije                              | 2 – 4 | Roemenië                                      | Joenakstadion, Sofia Toeschouwers: 10.000 Scheidsrechter: Umberto Marca (ITA) |
| 31 mei Vriendschappelijk № 11 «onderlinge duels» | Andrey Ivanov 4' Dimitar Dimitriev 89' |       | 14', 65' Rudi Wetzer 60', 81' Augustin Semler | Joenakstadion, Sofia Toeschouwers: 10.000 Scheidsrechter: Umberto Marca (ITA) |

### 1926
|                                                                         | |       |                 |                                                                                        |
| 25 april Vriendschappelijk № 12 «onderlinge duels» 15:00 uur (UTC+1:44) | Roemenië                                                                                               | 6 – 1 | Bulgarije       | Stadionul Romcomit, Boekarest Toeschouwers: 12.000 Scheidsrechter: Albert Rolton (ROU) |
| 25 april Vriendschappelijk № 12 «onderlinge duels» 15:00 uur (UTC+1:44) | Aurel Guga 17' Franz Kugelbauer 24', 44' Geza Nagy-Csomag 55' Albert Ströck 62' (pen.) István Avar 80' |       | 70' Kiril Denev | Stadionul Romcomit, Boekarest Toeschouwers: 12.000 Scheidsrechter: Albert Rolton (ROU) |

|                                                 |                     |       |                                                          |                                                                              |
| 7 mei Vriendschappelijk № 13 «onderlinge duels» | Turkije             | 1 – 3 | Roemenië                                                 | Taksimstadion, Istanbul Toeschouwers: 5.000 Scheidsrechter: W.H. Allen (TUR) |
| 7 mei Vriendschappelijk № 13 «onderlinge duels» | Muslih Peykoğlu 71' |       | 54' Augustin Semler 59' Rudolf Matek 63' Augustin Semler | Taksimstadion, Istanbul Toeschouwers: 5.000 Scheidsrechter: W.H. Allen (TUR) |

|                                                                                           |                      |       |                                                    |                                                                                        |
| 3 oktober Vriendschapplijk Koning Alexander Cup № 14 «onderlinge duels» 15:00 uur (UTC+1) | Joegoslavië          | 2 – 3 | Roemenië                                           | Tratinska cesta, Zagreb Toeschouwers: 5.000 Scheidsrechter: Ladislav Štépanovský (TCH) |
| 3 oktober Vriendschapplijk Koning Alexander Cup № 14 «onderlinge duels» 15:00 uur (UTC+1) | Adolf Percl 47', 49' |       | 19' Augustin Semler 65' Rudi Wetzer 69' Aurel Guga | Tratinska cesta, Zagreb Toeschouwers: 5.000 Scheidsrechter: Ladislav Štépanovský (TCH) |

### 1927
|                                                                       |          |                                                     |             | |
| 10 mei Vriendschappelijk № 15 «onderlinge duels» 17:30 uur (UTC+1:44) | Roemenië | 0 – 3                                               | Joegoslavië | Stadionul Oficiul Național de Educație Fizică, Boekarest Toeschouwers: 15.000 Scheidsrechter: Ferenc Gerő (HUN) |
| 10 mei Vriendschappelijk № 15 «onderlinge duels» 17:30 uur (UTC+1:44) |          | 6' Stevan Luburić 23' Franjo Giler 25' Ante Bonačić |             | Stadionul Oficiul Național de Educație Fizică, Boekarest Toeschouwers: 15.000 Scheidsrechter: Ferenc Gerő (HUN) |

|                                                                        |                                       |       |                                                         | |
| 19 juni Vriendschappelijk № 16 «onderlinge duels» 18:00 uur (UTC+1:44) | Roemenië                              | 3 – 3 | Polen                                                   | Stadionul Oficiul Național de Educație Fizică, Boekarest Toeschouwers: 8.000 Scheidsrechter: Ladislav Štépanovský (TCH) |
| 19 juni Vriendschappelijk № 16 «onderlinge duels» 18:00 uur (UTC+1:44) | István Avar 12', 60' Mihai Tänzer 41' |       | 51' Józef Kałuża 64' Karol Pazurek 76' Stanisław Wójcik | Stadionul Oficiul Național de Educație Fizică, Boekarest Toeschouwers: 8.000 Scheidsrechter: Ladislav Štépanovský (TCH) |

### 1928
|                                                    |                                                                             |       |                                  |                                                                                            |
| 15 april Vriendschappelijk № 17 «onderlinge duels» | Roemenië                                                                    | 4 – 2 | Turkije                          | Stadionul Jean Pădureanu, Bistrița Toeschouwers: 3.000 Scheidsrechter: Ernest Fabris (YUG) |
| 15 april Vriendschappelijk № 17 «onderlinge duels» | Rudi Wetzer 40' İsmet Uluğ 55' (e.d.) Graţian Sepi 68' Geza Nagy-Csomag 83' |       | 29' Kemal Faruki 87' Burhan Atak | Stadionul Jean Pădureanu, Bistrița Toeschouwers: 3.000 Scheidsrechter: Ernest Fabris (YUG) |

|                                                                                       |                                                 |       |                    |                                                                            |
| 6 mei Vriendschapplijk Koning Alexander Cup № 18 «onderlinge duels» 16:30 uur (UTC+1) | Joegoslavië                                     | 3 – 1 | Roemenië           | Avala, Belgrado Toeschouwers: 5.000 Scheidsrechter: Mihály Iváncsics (HUN) |
| 6 mei Vriendschapplijk Koning Alexander Cup № 18 «onderlinge duels» 16:30 uur (UTC+1) | Kuzman Sotirović 7', 42' Blagoje Marjanović 26' |       | 85' Wilhelm Possac | Avala, Belgrado Toeschouwers: 5.000 Scheidsrechter: Mihály Iváncsics (HUN) |

### 1929
|                                                                         |                                              |       |           | |
| 21 april Vriendschappelijk № 19 «onderlinge duels» 17:00 uur (UTC+1:44) | Roemenië                                     | 3 – 0 | Bulgarije | Stadionul Oficiul Național de Educație Fizică, Boekarest Toeschouwers: 10.000 Scheidsrechter: Mihály Iváncsics (HUN) |
| 21 april Vriendschappelijk № 19 «onderlinge duels» 17:00 uur (UTC+1:44) | Gheorghe Ciolac 64', 73' Gheorghe Ciolac 71' |       |           | Stadionul Oficiul Național de Educație Fizică, Boekarest Toeschouwers: 10.000 Scheidsrechter: Mihály Iváncsics (HUN) |

|                                                                                           |                                       |       |                                                  | |
| 10 mei Vriendschapplijk Koning Alexander Cup № 20 «onderlinge duels» 18:00 uur (UTC+1:44) | Roemenië                              | 2 – 3 | Joegoslavië                                      | Stadionul Oficiul Național de Educație Fizică, Boekarest Toeschouwers: 15.000 Scheidsrechter: Eugen Braun (AUT) |
| 10 mei Vriendschapplijk Koning Alexander Cup № 20 «onderlinge duels» 18:00 uur (UTC+1:44) | Ilie Subăşeanu 20' Francisc Boroş 35' |       | 27' Ivan Pavelić 60' Leo Lemešić 62' Ivan Hitrec | Stadionul Oficiul Național de Educație Fizică, Boekarest Toeschouwers: 15.000 Scheidsrechter: Eugen Braun (AUT) |

|                                                        |                         |       |                                                       |                                                                            |
| 15 september Vriendschappelijk № 21 «onderlinge duels» | Bulgarije               | 2 – 3 | Roemenië                                              | Levski Field, Sofia Toeschouwers: 15.000 Scheidsrechter: Ferenc Gerő (HUN) |
| 15 september Vriendschappelijk № 21 «onderlinge duels» | Nikola Staykov 37', 60' |       | 30' Graţian Sepi 61' Nicolae Covaci 67' Adalbert Deşu | Levski Field, Sofia Toeschouwers: 15.000 Scheidsrechter: Ferenc Gerő (HUN) |

|                                                                           |                                     |       |                        | |
| 6 oktober Balkan Cup 1929/31 № 22 «onderlinge duels» 16:00 uur (UTC+1:44) | Roemenië                            | 2 – 1 | Joegoslavië            | Stadionul Oficiul Național de Educație Fizică, Boekarest Toeschouwers: 10.000 Scheidsrechter: Georgi Grigorov (BUL) |
| 6 oktober Balkan Cup 1929/31 № 22 «onderlinge duels» 16:00 uur (UTC+1:44) | Graţian Sep 32' Gheorghe Ciolac 40' |       | 71' Blagoje Marjanović | Stadionul Oficiul Național de Educație Fizică, Boekarest Toeschouwers: 10.000 Scheidsrechter: Georgi Grigorov (BUL) |

België · Bulgarije · Denemarken · Duitsland · Engeland · Estland · Finland · Frankrijk · Griekenland · Hongarije · Ierland · Italië · Joegoslavië · Letland · Litouwen · Luxemburg · Nederland · Noord-Ierland · Noorwegen · Oostenrijk · Polen · Portugal · Roemenië · Schotland · Sovjet-Unie · Spanje · Tsjecho-Slowakije · Turkije · Wales · Zweden · Zwitserland
FRF · A-internationals · Selecties · Bondscoaches · Statistieken · Roemeens vrouwenelftal · Olympisch elftal · Roemenië U21 · Roemenië U20 · Roemenië U19 · Roemenië U18 · Roemenië U17 · Roemenië U16
1922 – 1929 · 
1930 – 1939 · 
1940 – 1949 · 
1950 – 1959 · 
1960 – 1969 · 
1970 – 1979 · 
1980 – 1989 · 
1990 – 1999 · 
2000 – 2009 · 
2010 – 2019 · 
2020 – 2029
EK's: 1984 · 
1996 · 
2000 · 
2008 · 
2016 · 
2024
WK's: 1930 · 
1934 · 
1938 · 
1970 · 
1990 · 
1994 · 
1998
OS: 1924 · 
1952 · 
1964 · 
2020
1922 · 
1923 · 
1924 · 
1925 · 
1926 · 
1927 · 
1928 · 
1929 · 
1930 · 
1931 · 
1932 · 
1933 · 
1934 · 
1935 · 
1936 · 
1937 · 
1938 · 
1939 · 
1940 · 
1941 · 
1942 · 
1943 · 
1944 · 
1945 · 
1946 · 
1947 · 
1948 · 
1949 · 
1950 · 
1952 · 
1952 · 
1953 · 
1954 · 
1955 · 
1956 · 
1957 · 
1958 · 
1959 · 
1960 · 
1961 · 
1962 · 
1963 · 
1964 · 
1965 · 
1966 · 
1967 · 
1968 · 
1969 · 
1970 · 
1971 · 
1972 · 
1973 · 
1974 · 
1975 · 
1976 · 
1977 · 
1978 · 
1979 · 
1980 · 
1981 · 
1982 · 
1983 · 
1984 · 
1985 · 
1986 · 
1987 · 
1988 · 
1989 · 
1990 · 
1991 · 
1992 · 
1993 · 
1994 · 
1995 · 
1996 · 
1997 · 
1998 · 
1999 · 
2000 · 
2001 · 
2002 · 
2003 · 
2004 · 
2005 · 
2006 · 
2007 · 
2008 · 
2009 · 
2010 · 
2011 · 
2012 · 
2013 · 
2014 · 
2015 ·
2016 ·
2017 ·
2018 ·
2019 ·
2020 ·
2021 ·
2022 ·
2023
Albanië ·
Algerije ·
Andorra ·
Argentinië ·
Armenië ·
Australië ·
Azerbeidzjan ·
België ·
Bolivia ·
Bosnië en Herzegovina ·
Brazilië ·
Bulgarije ·
Chili ·
China ·
Colombia ·
Congo-Kinshasa ·
Cuba ·
Cyprus ·
DDR ·
Denemarken ·
Duitsland ·
Ecuador ·
Egypte ·
Engeland ·
Estland ·
Faeröer ·
Finland ·
Frankrijk ·
Georgië ·
Griekenland ·
Honduras ·
Hongarije ·
Ierland ·
IJsland ·
Irak ·
Iran ·
Israël ·
Italië ·
Ivoorkust ·
Japan ·
Joegoslavië ·
Kameroen ·
Kazachstan · 
Kosovo · 
Kroatië ·
Letland ·
Liechtenstein ·
Litouwen ·
Luxemburg ·
Malta ·
Marokko ·
Mexico ·
Moldavië ·
Montenegro ·
Nederland ·
Nigeria ·
Noord-Ierland ·
Noord-Macedonië ·
Noorwegen ·
Oekraïne ·
Oostenrijk ·
Paraguay ·
Peru ·
Polen ·
Portugal ·
Rusland ·
San Marino ·
Schotland ·
Servië ·
Slovenië ·
Slowakije ·
Sovjet-Unie ·
Spanje ·
Trinidad en Tobago ·
Tsjechië ·
Tsjecho-Slowakije ·
Tunesië ·
Turkije ·
Turkmenistan ·
Uruguay ·
Verenigde Arabische Emiraten ·
Verenigde Staten ·
Wales ·
Wit-Rusland ·
Zuid-Korea ·
Zweden ·
Zwitserland
Albanië (2016) · 
Frankrijk (2008) · 
Frankrijk (2016) · 
Italië (2008) · 
Nederland (2008) · 
Zwitserland (2016)